# Stroup Peak
Stroup Peak är en bergstopp i Antarktis. Den ligger i Östantarktis. Nya Zeeland gör anspråk på området. Toppen på Stroup Peak är 1 042 meter över havet, eller 28 meter över den omgivande terrängen. Bredden vid basen är 0,72 km. Stroup Peak ingår i Gonville and Caius Range.
Terrängen runt Stroup Peak är huvudsakligen lite bergig. Trakten är obefolkad. Det finns inga samhällen i närheten. 